# Alyssum handelii
Alyssum handelii là một loài thực vật có hoa trong họ Cải. Loài này được Hayek mô tả khoa học đầu tiên năm 1928.